# 루이스 홀
루이스 키어런 홀(영어: Lewis Kieran Hall, 2004년 9월 8일 ~ )은 뉴캐슬 유나이티드에서 활약하고 있는 잉글랜드의 축구 선수이다.

## 클럽 경력
홀은 빈필드 축구 클럽의 축구 학교에서 축구를 시작했다. 8세 이하 레벨에 합류한 후, 홀은 2021년 여름에 첼시와 첫 장학 계약을 체결했다.
2023년 8월 22일, 홀은 뉴캐슬 유나이티드에 시즌 임대 이적을 하였으며, £2,800만에 £700만의 추가 옵션이 포함된 의무 이적 조항이 있다. 그해 7월 1일, 뉴캐슬은 의무 이적 조항을 발동하여 홀과 영구 계약을 체결했다.